# Jean Studer (personnalité politique)
Pour les articles homonymes, voir Jean Studer et Studer.
Jean Studer, né le 12 novembre 1957 à Paris (originaire de Trimbach), est une personnalité politique suisse, membre du parti socialiste.
Président du Conseil de banque de la Banque nationale suisse (BNS) de 2012 à 2019, il est nommé président du Conseil d'administration de la Banque cantonale neuchâteloise en 2019. Depuis 2016, il est président du Conseil de fondation de la Cinémathèque suisse.

## Biographie

### Origines et famille
Jean Studer naît le 12 novembre 1957 à Paris. Il est originaire de Trimbach, dans le canton de Soleure. Son père, membre du Parti radical-démocratique, est un ancien pilote de chasse de l'armée française.
Cadet d’une famille de trois enfants, il déménage rapidement avec sa famille de Paris à La Chaux-de-Fonds puis, en 1963, à Neuchâtel.

### Études, armée et parcours professionnel
Il suit sa scolarité à Neuchâtel, s’intéresse jeune aux événements de Mai 68 et participe aux premiers spectacles de la troupe qui fondera plus tard le Théâtre de la Poudrière.
Jean Studer suit des études de droit et obtient en 1981 le brevet d’avocat. Il accomplit son école de recrues mais refuse de poursuivre ses obligations militaires et est condamné à une peine de 4 mois d’emprisonnement. Immédiatement après sa sortie, il participe à la création d’une étude à Neuchâtel. Il devient avocat indépendant au barreau. Il défend des causes très diverses, des actionnaires de l’ancien Crédit foncier neuchâtelois, historiquement proche du Parti libéral aux responsables de la salle de rock La Case à Chocs.

### Parcours politique
Jean Studer se lance en politique sous la bannière du Parti socialiste en qualité de secrétaire cantonal du Parti socialiste neuchâtelois en 1981. Il est élu en 1988 au Conseil général de la ville de Neuchâtel.
En 1993, il devient député au Grand Conseil du Canton de Neuchâtel et préside notamment la Commission spéciale chargée de la révision totale de la Constitution cantonale.
Il est élu au Conseil des États en 1999 et préside la Commission des institutions politiques de 2003 à 2005.
En 2002, il se porte candidat au Conseil fédéral en remplacement de Ruth Dreifuss. Mais sa candidature n’est pas retenue par le Parti socialiste qui choisit de présenter deux femmes, dont la future élue Micheline Calmy-Rey.
En 2005, il retrouve la politique neuchâteloise. Il est élu au Conseil d’État, dont il dirige le nouveau département de la justice, de la sécurité et des finances. Il est réélu en 2009 avec plus de 64 % des voix, un record à ce jour. Il préside le Conseil d’État de 2009 à 2010. Au Conseil d’État, il sera à l’origine de plusieurs projets (fusion des polices, regroupement des tribunaux, fusion des Caisses de pension, soutien financier à la fusion des communes) et notamment d’une révision de la fiscalité de entreprises, qui sera largement acceptée en votation populaire, de même qu’une révision de la fiscalité des particuliers. En 2008, il lance un vaste programme de rénovation du parc pénitentiaire neuchâtelois,,. Les établissements carcéraux de Bellevue et La Promenade (La Chaux-de-Fonds) sont modernisés et agrandis les années suivantes. Au cours de son dernier mandat, il doit également gérer la crise ouverte par l'évasion de l'établissement de Bellevue du détenu dangereux Jean-Louis B..

### Banque nationale suisse et Banque cantonale neuchâteloise
En 2012, le Conseil fédéral le nomme à la présidence du Conseil de banque de la Banque nationale suisse où il siégeait depuis 2007. La même année, il démissionne du Conseil d’État neuchâtelois.
En avril 2019, Jean Studer quitte son poste de président de la Banque nationale suisse au terme de la durée maximale de 12 ans de présence au sein de cette autorité. En juillet 2019, il succède à Manuela Surdez en reprenant la présidence de la Banque cantonale neuchâteloise.

### Autres mandats
Jean Studer a exercé plusieurs mandats associatifs pour le Festival international du film fantastique de Neuchâtel (présidence), l’Association Neuchâtel-Berlin (présidence), la Société d’histoire de l’art en Suisse (membre du Conseil de fondation) et l’Association Maison blanche (membre du comité). Jean Studer devient président du Conseil de fondation de la Cinémathèque suisse le 1er juillet 2016.

### Vie privée
Il est père de trois enfants.